# Noh Tae-kyung
Noh Tae-kyung ((노태경?); 22 aprile 1972) è un ex calciatore sudcoreano, di ruolo difensore.

## Carriera

### Club
Ha totalizzato complessivamente 155 presenze e 3 reti nella prima divisione coreana, tutte con i Pohang Steelers.

## Palmarès

### Club

#### Competizioni nazionali
- Campionato sudcoreano: 1

Pohang Steelers: 1992
- Coppa della Corea del Sud: 1

Pohang Steelers: 1996
- Korean League Cup: 1

Pohang Steelers: 1993

#### Competizioni internazionali
- AFC Champions League: 1

Pohang Steelers: 1996-1997